# سام ريتشاردز
سامويل مارتل ريتشاردز (بالإنجليزية:  Sam Richards)‏ من مواليد (سبتمبر 3, 1960) دكتور في علم الاجتماع. ساميل يعمل حاليا في جامعة ولاية بنسيلفانيا الأمريكية. عرف عنه بالتركيز على دراسة الأعراق و ربطها في علم الاجتماع.

## التعليم
حصل البروفيسور ساميل على شهادة البكالوريس و الماجستير من جامعة توليدو في ولاية أوهايو, جميعهم كانوا في تخصص علم الاجتماع. وحصل أيضا على شهادة الدكتوراة من جامعة روتجرز في ولاية نيو جيرسي الأمريكية في تخصص علم الاجتماع و التنميو الاقتصادية الاجتماعية لامريكا اللاتينية وقارة أفريقيا.

## المجال الوظيفي
عمل البروفيسور ساميل في جامعة توليدو عندما كان عمره 24 سنة كمعيد محاضر. ومن ثم ذهب في عام 1990 إلى جامعة ولاية بنسيلفانيا, و هو ما زال على رأس العمل في هذه الجامعة.

## أشهر محاضراته
في شهر مايو من عام 2011, قام البروفيسور ساميل بالقاء محاضرة بعنوان تجربة في العاطفة. و كانت هذه المحاضرة منقولة عن طريق منظمة تي أي دي (تيد (مؤتمر)) الأمريكية. و حصلت هذه المحاضرة على مشاهدات عالية بحكم تتطرقة لمواضيع حساسة في الدين والسياسة.